# ČPP Aréna (Ostrava)
ČPP Aréna je sportovní hala v Ostravě. Celková kapacita arény činí 500 diváků, z toho 450 k sezení. Výstavba stála 10 milionů korun. Na své domácí zápasy ji využívá florbalový klub FBC Ostrava. Hala je využívaná převážně na florbal.
Aréna byla otevřená v listopadu 2013, když nahradila starou nafukovací Gorilla Arénu, výstavba trvala 3 měsíce. Hala je tréninkových centrem pro všechny družstva FBC Ostrava a několik dalších florbalových týmů z Ostravy. O víkendech se zde hrají ligová utkání a turnaje florbalových týmů z Ostravy a okolí. Aréna je každoročně hlavním dějištěm mezinárodního florbalového turnaje Ostrava Cup.
Aréna splňuje parametry Českého florbalu kategorie l.